# José Cerveró
José Cerveró San Braulio (Real de Montroi, 1949. szeptember 3. – 2024. július 17.) spanyol labdarúgó, hátvéd.

## Pályafutása

### Játékosként
1969 és 1971 között a Valencia Mestalla korosztályos csapatában játszott. 1971 és 1973 között az első csapat játékosa lett, de az első idényben kölcsönben a Melilla együttesében szerepelt. 1973 és 1983 között a Valencia labdarúgója volt, ahol egy spanyolkupa-győzelmet ért el a csapattal. Tagja volt az 1979–80-as idényben KEK-, 1980-ban UEFA-szuperkupagyőztes együttesnek.

### Edzőként
2000–01-ben a harmadosztályú Burjassot, majd 2001–02-ben az Alzira csapatánál tevékenykedett.

## Sikerei, díjai
Valencia CF
- Spanyol kupa (Copa del Rey)
  - győztes: 1979
- Kupagyőztesek Európa-kupája
  - győztes: 1979–80
- UEFA-szuperkupa
  - győztes: 1980